# ReadyBoost
 (octobre 2017).
Si vous disposez d'ouvrages ou d'articles de référence ou si vous connaissez des sites web de qualité traitant du thème abordé ici, merci de compléter l'article en donnant les références utiles à sa vérifiabilité et en les liant à la section « Notes et références ».
ReadyBoost est une technique propriétaire, appartenant à la société Microsoft, de cache disque incluse dans Windows Vista, Windows 7, 8 et 10. Il a pour objectif de diminuer les temps d’attente de l’utilisateur en utilisant l’absence de latence des mémoires flash (clé USB 2.0 ou 3.0, Carte SD, carte CompactFlash, disque de type Solid-state drive (y compris accédé en eSATA) ou toute autre forme de mémoire flash). L’opération est d’autant plus intéressante qu'on doit accéder à grand nombre de fichiers de petite taille et dispersés sur le disque dur.
Le mot ReadyBoost signifie être « prêt à stimuler » les performances.
Cette technique se montre efficace en accès direct en lecture au disque. Elle n’apporte pas de gain en lecture séquentielle ni en écriture.

## Vue d'ensemble
Pour les accès disque directs, la technique ReadyBoost permet à Windows Vista d’être de huit à dix fois[réf. nécessaire] plus rapide que sur un accès à un disque normal. Cette technique de mémoire cache s’applique à tout le disque et pas seulement à la mémoire virtuelle (pagefile.sys) ou aux DLL.
Les périphériques flash ont un temps d'accès plus réduits[Quand ?] que les disques durs pour les entrées-sorties séquentielles ; pour maximiser les performances, ReadyBoost inclut donc une logique identifiant les « grosses » requêtes de lecture séquentielle, ces dernières ayant lieu directement sur le disque dur.
Pour qu’un périphérique soit compatible et utilisable, il doit se conformer aux exigences suivantes :
- capacité d’au moins 256 mégaoctets ;
- connexion en USB2.0 ou e-SATA et 3.0 ;
- temps d’accès inférieur à une milliseconde ;
- la lecture à 2,5 mégaoctets par seconde (Mo/s) au moins et écriture à 1,75 Mo/s au moins (à comparer aux 40 typiques d’un disque dur en 2011) ;
- au moins 230 Mo d’espace libre.

La version initiale de ReadyBoost supporte un seul périphérique.
Pour réellement accélérer le système, la quantité de mémoire conseillée serait[réf. souhaitée] trois fois égale à la quantité de mémoire vive (RAM) installée sur l’ordinateur.
Par exemple, si un ordinateur possède 512 mégaoctets (Mio) de mémoire RAM et qu’un lecteur Flash USB de 4 gigaoctets (Gio) y est connecté, il est possible de réserver entre 512 Mio et 1,5 Gio de ce lecteur pour optimiser les performances de l’ordinateur.
Dans la pratique, le chargement fréquent de logiciels comportant beaucoup de plugins dispersés, par exemple Mozilla Firefox, bénéficie dès le deuxième usage d’une nette accélération par ReadyBoost[réf. nécessaire].
Les données utilisées par ReadyBoost sont chiffrées : si une personne hostile récupère le périphérique de stockage, les données contenues sur ce périphérique seront inutilisables pour elle. Cela suggère que d’une session Windows à l’autre des informations stockés dans ReadyBoost sont conservées pour réutilisation ultérieure sous réserve de n’avoir pas changé depuis.
Dans le cas où le disque dur est déjà assez rapide (et que donc le gain serait beaucoup trop faible), l’utilisation de ReadyBoost est désactivée automatiquement.

## Technique apparentée
- Disque dur hybride : fonctionne sur un principe similaire, sans limitation de système d’exploitation utilisé.